# Jean Kaspar
Pour les articles homonymes, voir Kaspar.
Jean Kaspar, né le 10 mai 1941 à Mulhouse (Haut-Rhin), est un syndicaliste français.

## Biographie
Aîné d’une famille de six enfants, il commence sa vie professionnelle comme apprenti à l'âge de 14 ans en descendant au fond de la mine aux Mines de Potasses d’Alsace.
Le 7 mars 1977, il se fait connaître publiquement en dirigeant l'occupation du Musée automobile Schlumpf à Mulhouse durant l'affaire Schlumpf. Son ascension est alors rapide. À la tête de la CFDT d'Alsace, il succède à Edmond Maire en tant que secrétaire général de la  CFDT en 1988 avant de laisser sa place à Nicole Notat en 1992. Il y est l'initiateur de la « stratégie des convergences » destinée à rapprocher les organisations syndicales réformistes en France. Dans cette perspective, il favorise les convergences entre la CFDT et la FEN.
Il est ensuite conseiller social à l'ambassade de France à Washington de 1993 à 1996. En 1997, il est battu comme candidat divers gauche aux élections législatives avec 2,65 % des voix dans la 6e circonscription du Haut-Rhin. Le compte de  campagne de M Kaspar a été rejeté pour financement illégal et il a été condamné à une peine d’un  an d’inéligibilité.
Il est ensuite consultant en stratégies sociales et gérant de « J.K consultant » à Paris.
Il est par ailleurs vice-président de l'Observatoire social international et lié à Entreprise&Personnel, un club RH regroupant plusieurs grandes entreprises françaises, par un contrat de partenariat. Il intervient dans divers cursus du CNAM, de Sciences Po Paris dans le master de gestion des ressources humaines, de l'IAE de Paris, de l'Université de Haute-Alsace (UHA) et de l'Université de Marne-La-Vallée. Il a été coordinateur pour l'ENA d'un séminaire sur le dialogue social (promotion Romain Gary 2003-2004). Il est conseiller de la Fondation pour l'innovation politique.
Il a été membre de la Commission pour la libération de la croissance française dite « Commission Attali ».
Il est nommé en 2012, président de la Commission du Grand Dialogue de La Poste par Jean-Paul Bailly.
D'abord premier adjoint, en 2014, sur la liste du maire Cyril Boulleaux, il devient ensuite conseiller municipal d'opposition à Villeneuve-sur-Yonne (Yonne), il est désormais premier adjoint au maire, chargé du développement économique et de développement durable depuis le 5 juillet 2020.

## Ouvrages
Jean Kaspar est l'auteur de deux ouvrages :
- Mon Engagement, Flammarion, novembre 1994  (ISBN 978-2-08066923-0)
- Refondre le syndicalisme, Gallimard, avril 2001  (ISBN 978-2-07041777-3)

## Sources
1. 1 2  « consulendo.com/Inventivite-soc… »(Archive.org • Wikiwix • Archive.is • Google • Que faire ?).
2. ↑  Jean Kaspar représentant des mineurs de potasse
3. ↑  « Jean Kaspar : «Le musée devrait être dédié aux salariés» », sur Dernières Nouvelles d'Alsace (consulté le 20 avril 2023).
4. ↑  « Entre deux », L'Humanité,‎ 9 novembre 2002 (lire en ligne, consulté le 23 août 2020).
5. ↑  « lavie.fr/archives/1995/01/12/j… »(Archive.org • Wikiwix • Archive.is • Google • Que faire ?).
6. ↑  « Décision Conseil Constitutionnel », sur Conseil Constitutionnel, 28 octobre 1997
7. ↑  http://dirigeant.societe.com/dirigeant/Jean.KASPAR.91222600.html
8. ↑  Jean Kaspar, « Radicalisation des conflits sociaux », Ceras - revue Projet n°315, Mars 2010
9. ↑  http://www.sciencespo.fr/formation-continue/sites/sciencespo.fr.formation-continue/files/brochures_dfc/MGP01.pdf
10. ↑  « fondapol.org/debats/9/ »(Archive.org • Wikiwix • Archive.is • Google • Que faire ?).
11. ↑  « Jean KASPAR, président de la Commission du Grand Dialogue de La Poste, a… », sur laposte.fr via Wikiwix (consulté le 10 février 2024).